# Aneflomorpha citrana
Aneflomorpha citrana là một loài bọ cánh cứng trong họ Cerambycidae.